# Younes Tissinte
Younes Tissinte (* 1996 in München) ist ein deutscher Schauspieler.

## Leben
Younes Tissinte, der deutsch-marokkanischer Abstammung ist, wuchs bilingual mit Deutsch und Arabisch als Muttersprachen in München auf. Er besuchte die Städtische Berufsschule für Körperpflege in München und machte zunächst eine Ausbildung zum Frisör. Sein Schauspielstudium absolvierte er von 2018 bis 2021 an der Schauspielschule Zerboni in München.
Während seiner Ausbildung spielte er 2019 am Pathos Theater in München die Rolle des Jakob Krakel in Der satanarchäolügenialkohöllische Wunschpunsch. 2019 gastierte er bei den Altmühlsee-Festspielen als Hasan in dem Theaterstück Verrücktes Blut. 2021 trat er als Schüler Z in Jugend ohne Gott in der Inszenierung der Abschlussklasse der Schauspielschule Zerboni bei einem Gastspiel am Theater Wasserburg auf.
Seit 2021 spielt er bei verschiedenen freien Theaterensembles, u. a. bei der „Kulturbühne Spagat“ in München und seit 2022 bei der Moreth Company u. a. an der Seite von Stefan Murr, Markus Brandl und Michael A. Grimm.
Seit 2018 steht Tissinte auch für Film- und Fernsehproduktionen vor der Kamera. In der 3. Staffel der Krimiserie Watzmann ermittelt (2022) übernahm er eine Episodenrolle als tatverdächtiger Flüchtling Melek.
In der 21. Staffel der ZDF-Serie Die Rosenheim-Cops (2022) war er zunächst in einer Episodenrolle als Kfz-Mechaniker Dominik Meis zu sehen. In der 23. Staffel der Serie (2024) übernahm Tissinte in seiner Rollenfigur als Dominik Meis in einigen Folgen die Urlaubsvertretung der Polizeisekretärin Miriam Stockl (Marisa Burger).
Tissinte lebt in München.

## Filmografie (Auswahl)
- 2019: Meine Klasse – Voll das Leben (Fernsehserie, vier Folgen)
- 2020: Über Land: Kleine Fälle (Fernsehserie, eine Folge)
- 2020: Schönes Schlamassel (Fernsehfilm)
- 2021: Laim und die Tote im Teppich (Fernsehreihe)
- 2021: Die Toten von Salzburg – Vergeltung (Fernsehreihe)
- 2022: Watzmann ermittelt: Sonnwend (Fernsehserie, eine Folge)
- 2022: Die Rosenheim-Cops: Hochzeit in Rosenheim (Fernsehserie, eine Folge)
- 2024: Die Toten von Salzburg – Süßes Gift (Fernsehreihe)
- 2024: Die Rosenheim-Cops (Fernsehserie, vier Folgen)
- 2024: Daheim in den Bergen: Schulter an Schulter (Fernsehreihe)
- 2025: Watzmann ermittelt: Unter Falken (Fernsehserie, eine Folge)